# Liste der Bodendenkmale in Esgrus
In der Liste der Bodendenkmale in Esgrus sind die Bodendenkmale der Gemeinde Esgrus nach dem Stand der Bodendenkmalliste des Archäologischen Landesamts Schleswig-Holstein von 2016 aufgelistet. Die Baudenkmale sind in der Liste der Kulturdenkmale in Esgrus aufgeführt.
| Denkmal-ID           | Befundart               | Bezeichnung                               | Zeitstellung | Lage | Bemerkungen | Bild |
| -------------------- | ----------------------- | ----------------------------------------- | ------------ | ---- | ----------- | ---- |
| aKD-ALSH-Nr. 004 019 | Grabmal > Großsteingrab | Steinkammer                               | Neolithikum  |      |             |      |
| aKD-ALSH-Nr. 004 020 | Grabmal > Großsteingrab | Steinkammer                               | Neolithikum  |      |             |      |
| aKD-ALSH-Nr. 004 021 | Grabmal > Großsteingrab | Steinkammer                               | Neolithikum  |      |             |      |
| aKD-ALSH-Nr. 004 022 | Befestigung > Burg      | Burg/Motte/Ringwall/Turmhügel „Frauenhof“ | Mittelalter  |      |             |      |